# عیسی قلی‌پور
عیسی قلی پور (زادهٔ ۱۱ آبان ۱۳۲۱ – درگذشتهٔ ۱۴ اردیبهشت ۱۴۰۳) مشهور به عیسی بخشی، خواننده و نوازنده‌ی دوتار ایرانی و یکی از پیشکسوتان و بزرگان موسیقی مقامی خراسان شمالی و از آخرین بازماندگان بخشی‌های کرمانج خراسان بود.

## زندگی‌نامه
قلی‌پور فرزند سلیمان، در سال ۱۳۲۱ در روستای سلاخی بجنورد چشم به جهان گشود. او در کنار پدرش که یکی از بخشی‌های قدیمی و دوتارنواز بوده است، بزرگ شد. سپس نزد حسن یزدانی مشهور به حسن بخشی، یادگیری‌های خود را در زمینه موسیقی نواحی خراسان کامل کرد. قلی پور خواننده گویش‌های ترکی، بجنوردی، کرمانجی، فارسی و ترکمنی، بیش از شصت سال خنیاگر نغمه‌های مختلف خراسانی و آیین‌های مذهبی منطقه شمال خراسان بود.
قلی‌پور ضمن انجام کار هنری به فعالیت‌هایی همچون باغداری و کشاورزی و فروش محصولات نیز مشغول بود. او در سال ۱۳۹۴ در مصاحبه‌ای ضمن گلایه از مسئولین، مقرری ۱۲۰ هزار تومانی خود را شرم آور و خنده دار دانست و  بیان کرد که نمی‌داند اگر  زراعت و کشاورزی نبود چه بلایی بر سرش می‌آمد. وی در تاریخ ۱۴ اردیبهشت ۱۴۰۳ به دلیل کهولت سن و بیماری سرطان درگذشت. وزیر ارشاد وقت در پیامی درگذشت او را تسلیت گفت.

## افتخارات
قلی‌پور نشان درجه یک هنری را در تاریخ ۱۳۹۵ از اداره کل فرهنگ و ارشاد اسلامیِ خراسان شمالی دریافت کرد. همچنین در سال ۱۳۹۸ سازمان میراث‌ فرهنگی، صنایع‌دستی و گردشگری خراسان شمالی نخستین کاشی ماندگار در بجنورد را بر سردر منزل عیسی قلی پور به جهت حفظ میراث فرهنگی ناملموس و معنوی، نصب کرد. کسب مدال و دیپلم افتخار در چهارمین جشنواره موسیقی فجر با گویش کرمانجی از دیگر افتخارات این هنرمند است.

## حضور در جشنواره ها
او در جشنواره موسیقی فجر(سال‌های ۱۳۷۶ و ۱۳۷۰)، در جشنواره پیران چنگی (۱۳۷۹) و چند جشنواره منطقه‌ای و استانی دیگر حضور داشته است.